# Johan Forslund (militär)
Johan Axel Forslund, född 6 maj 1946 i Järfälla församling, Stockholms län, död 30 juli 2018 i Ingarö distrikt, Stockholms län, var en svensk militär.

## Biografi
Forslund avlade studentexamen i Uppsala 1966 och sjöofficersexamen vid Sjökrigsskolan 1969, varpå han samma år utnämndes till fänrik i reserven. Han befordrades till löjtnant på stat 1972 och till kapten 1974. Han studerade därefter Stabskursen på Marinlinjen vid Militärhögskolan och befordrades till örlogskapten 1981. Han erhöll 1984 tjänst som detaljchef vid Marinstaben och befordrades 1986 till kommendörkapten, varefter han var chef för Inriktningssektionen i Planeringsledningen i Försvarsstaben 1989–1994. Han befordrades 1994 till kommendör, var chef för Underhålls- och sjukvårdsavdelningen i Mellersta militärområdet 1994–1996, chef för Underhållssektionen i Logistikavdelningen i Högkvarteret 1996–2000 och chef för Mellersta underhållsgruppen i Stockholm 2000–2001. Han var projektledare vid Krigsorganisationsledningen i Högkvarteret 2002–2003 och militärsakkunnig vid Försvarsdepartementet 2004–2005. Åren 1997–2005 var han parallellt dessutom försvarsattaché (reseattaché) vid ambassaden i Kuala Lumpur. År 2005 lämnade han Försvarsmakten.
Forslund invaldes 1992 som ledamot av Kungliga Örlogsmannasällskapet. Han var ordförande för Flottans män 2008–2018. Johan Forslund är begravd på Skogsö kyrkogård.